# 印度皇冠
1911年，英国国王乔治五世以印度皇帝的身份在德里杜尔巴使用了印度皇冠。

## 起源
传统上禁止皇冠珠宝离开英国，这是国王和王后将珠宝典当给外国经纪人的时代的遗产，同时通过海路和陆路远距离运输历史王冠也存在相当大的风险。 出于这些原因，英国专为乔治五世和玛丽王后制作了这顶新王冠，以在1911年访印时在印度亲王、王子和统治者面前宣布他们为印度皇帝和皇后。 

## 描述
印度皇冠重920 g（2.03磅）上有6170颗钻石，另还有9颗祖母绿，4颗红宝石和4颗蓝宝石。皇冠正面是一颗非常优质的32克拉（6.4克）祖母绿 。  （p.  169）乔治国王曾在日记中写道，皇冠很重，戴起来很不舒服：“戴上皇冠3+1⁄2小时后，我感到相当累。它很重，让我的头很疼。” 
与其他英国王冠类似，它由一个带有四个圣殿十字花饰和四朵百合花饰的环形基座组成。不过，它顶部有八个半拱，在典型的宝球与十字章纹处相接，以哥德式蔥形拱的形式向上指向 ，是唯一一顶拥有八个半拱的英国君主王冠，具有欧洲大陆王冠的风格，一改英国王冠拥有两个拱或四个半拱的传统。

## 使用

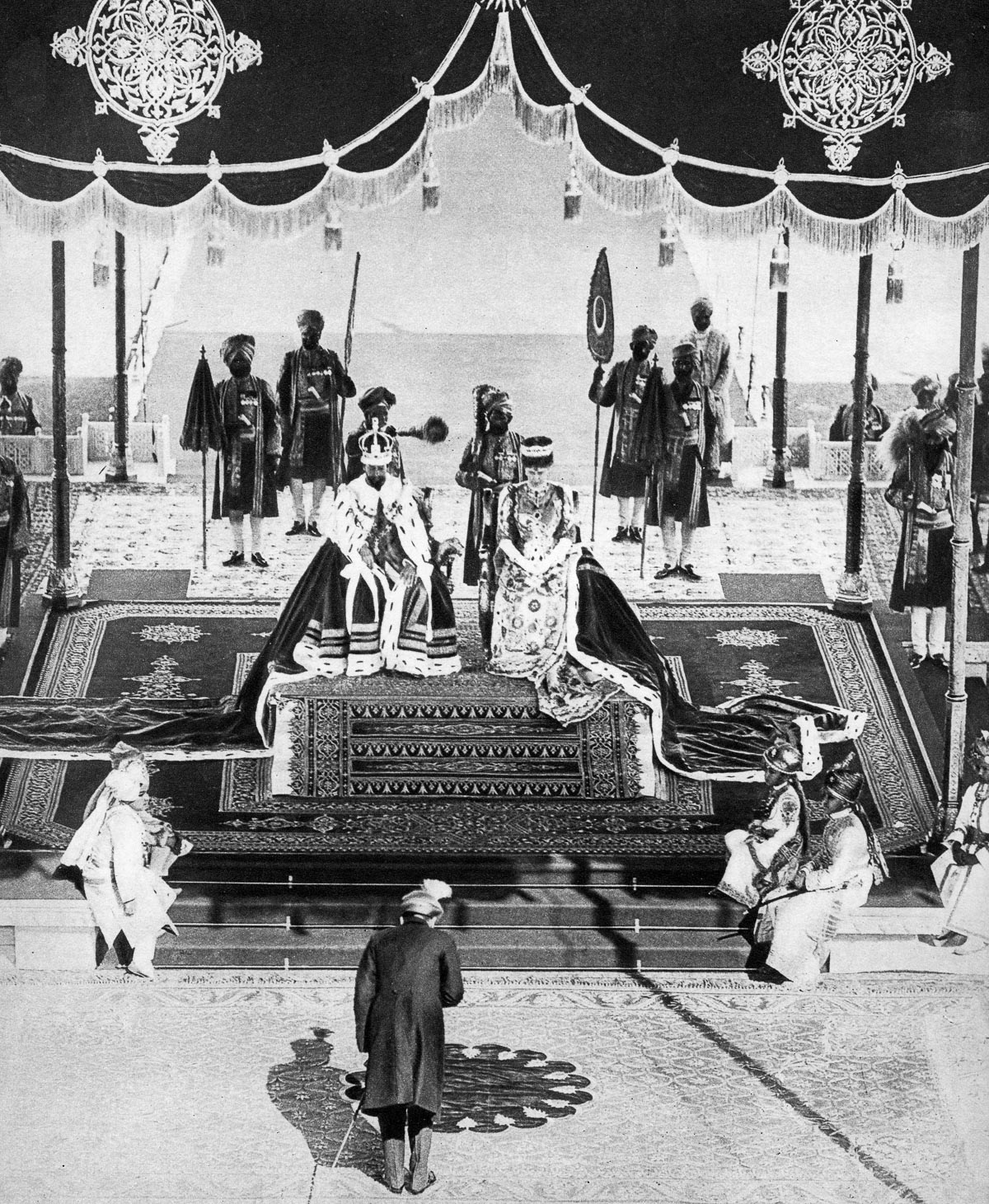
乔治五世和玛丽王后在德里杜尔巴，1911年12月。

乔治和玛丽并没有在仪式上加冕为皇帝和皇后，坎特伯雷大主教兰德尔·戴维森 （Randall Davidson)认为，在一个以印度教徒或穆斯林为主的国家举行基督教仪式是不合适的。国王在进入杜尔巴时仅仅是戴上了皇冠，然而这被认为是印度对国王加冕的肯定，其加冕礼早已在六个月前于英国本土举行。
自乔治五世从印度回到不列颠后，它就再没有被使用过。 1947年8月15日，英国对印度的统治结束，印度和巴基斯坦自治领成立。乔治六世和他的英国首相克莱门特·艾德礼一致认为：
“只要两个新自治领仍留在英联邦，皇冠就应保留在皇室珠宝中。但如果以后其中一个或两个自治领脱离英联邦，则可能会认为，鉴于该皇冠以印度的资金购买，皇冠应当归属于一些印度地区当局”。 
（p.  167）
印度皇冠现在在伦敦塔的珠宝馆公开展示。 

## 延伸阅读
- 皇冠
- 印度皇帝
- 皇室珠宝